# Maurício Magalhães Prado
Maurício Magalhães Prado (São Paulo, 22 de junio de 2001) es un futbolista brasileño de origen paraguayo. Juega de mediocentro ofensivo, interior o extremo y su equipo actual es la Sociedade Esportiva Palmeiras de la Serie A de Brasil.

## Trayectoria
Debutó como profesional el 14 de julio de 2019, el entrenador Mano Menezes lo hizo ingresar al minuto 46 para enfrentar a Botafogo y empataron sin goles en el Estadio Mineirão ante más de 18000 espectadores. Su primer partido oficial lo jugó con 18 años recién cumplidos y el dorsal número 41.
En su primera temporada como profesional jugó 9 partidos con Cruzeiro y convirtió 1 gol. Su equipo finalizó el torneo en el lugar número 17 de 20 equipos, por lo que descendió de categoría por primera vez en su historia.
Fue fichado por Sport Club Internacional a principios de noviembre de 2020, firmó contrato por 5 años.
Tras 176 partidos con Internacional, 25 goles e igual cantidad de asistencias, fue fichado por Palmeiras a mediados de 2024.

## Selección nacional
Ha sido internacional con la selección de fútbol de Brasil en las categorías juveniles sub-20 y sub-23.
En agosto de 2023 fue convocado a la selección Preolímpica para jugar dos amistosos internacionales sub-23 en Marruecos frente a la selección local.
El 7 de septiembre ingresó en los minutos finales para enfrentarse a Marruecos pero perdieron 1-0. Debido a un terremoto no se pudo jugar la revancha.
Debido a la baja de Danilo dos Santos de Oliveira, fue citado a la selección para jugar el Torneo Preolímpico Sudamericano Sub-23 de 2024.

## Estadísticas

### Clubes
Actualizado al último partido citado el 14 de agosto de 2025.
| Club                         | Div.          | Temporada     | Liga  | Liga  | Liga   | Estatal | Estatal | Estatal | Copas nacionales | Copas nacionales | Copas nacionales | Copas internacionales | Copas internacionales | Copas internacionales | Total | Total | Total  |
| Club                         | Div.          | Temporada     | Part. | Goles | Asist. | Part.   | Goles   | Asist.  | Part.            | Goles            | Asist.           | Part.                 | Goles                 | Asist.                | Part. | Goles | Asist. |
| ---------------------------- | ------------- | ------------- | ----- | ----- | ------ | ------- | ------- | ------- | ---------------- | ---------------- | ---------------- | --------------------- | --------------------- | --------------------- | ----- | ----- | ------ |
| Cruzeiro E. C. · Brasil      | 1.ª           | 2019          | 8     | 1     | 0      | -       | -       | -       | 1                | 0                | 0                | 0                     | 0                     | 0                     | 9     | 1     | 0      |
| Cruzeiro E. C. · Brasil      | 2.ª           | 2020          | 17    | 1     | 0      | 11      | 4       | 2       | 4                | 0                | 1                | —                     | —                     | —                     | 32    | 5     | 3      |
| Cruzeiro E. C. · Brasil      | Total club    | Total club    | 25    | 2     | 0      | 11      | 4       | 2       | 5                | 0                | 1                | 0                     | 0                     | 0                     | 41    | 6     | 3      |
| S. C. Internacional · Brasil | 1.ª           | 2020          | 8     | 1     | 1      | -       | -       | -       | -                | -                | -                | 1                     | 0                     | 0                     | 9     | 1     | 1      |
| S. C. Internacional · Brasil | 1.ª           | 2021          | 30    | 1     | 3      | 8       | 1       | 3       | 2                | 0                | 0                | 7                     | 0                     | 1                     | 47    | 2     | 7      |
| S. C. Internacional · Brasil | 1.ª           | 2022          | 32    | 6     | 5      | 13      | 2       | 0       | 1                | 0                | 0                | 9                     | 1                     | 0                     | 55    | 9     | 5      |
| S. C. Internacional · Brasil | 1.ª           | 2023          | 26    | 6     | 6      | 13      | 4       | 3       | 2                | 0                | 0                | 7                     | 1                     | 2                     | 48    | 11    | 11     |
| S. C. Internacional · Brasil | 1.ª           | 2024          | 5     | 0     | 0      | 5       | 2       | 1       | 2                | 0                | 0                | 5                     | 0                     | 0                     | 17    | 2     | 1      |
| S. C. Internacional · Brasil | Total club    | Total club    | 101   | 14    | 15     | 39      | 9       | 7       | 7                | 0                | 0                | 29                    | 2                     | 3                     | 176   | 25    | 25     |
| S. E. Palmeiras · Brasil     | 1.ª           | 2024          | 20    | 3     | 0      | -       | -       | -       | -                | -                | -                | 2                     | 1                     | 0                     | 22    | 4     | 0      |
| S. E. Palmeiras · Brasil     | 1.ª           | 2025          | 12    | 3     | 2      | 8       | 5       | 1       | 4                | 0                | 0                | 9                     | 2                     | 3                     | 33    | 10    | 6      |
| S. E. Palmeiras · Brasil     | Total club    | Total club    | 32    | 6     | 2      | 8       | 5       | 1       | 4                | 0                | 0                | 11                    | 3                     | 3                     | 55    | 14    | 6      |
| Total carrera                | Total carrera | Total carrera | 158   | 22    | 17     | 58      | 18      | 10      | 16               | 0                | 1                | 40                    | 5                     | 6                     | 272   | 45    | 34     |
| 1. 2.                        |               |               |       |       |        |         |         |         |                  |                  |                  |                       |                       |                       |       |       |        |

### Selección
Actualizado al último partido citado el 11 de febrero de 2024.
| Selección         | Temporada         | Continental | Continental | Continental | Mundial      | Mundial      | Mundial      | Amistosos | Amistosos | Amistosos | Total | Total | Total  |
| Selección         | Temporada         | Part.       | Goles       | Asist.      | Part.        | Goles        | Asist.       | Part.     | Goles     | Asist.    | Part. | Goles | Asist. |
| ----------------- | ----------------- | ----------- | ----------- | ----------- | ------------ | ------------ | ------------ | --------- | --------- | --------- | ----- | ----- | ------ |
| Sub-20 · Brasil   | 2020              | —           | —           | —           | —            | —            | —            | 3         | 1         | 0         | 3     | 1     | 0      |
| Sub-20 · Brasil   | Total sel.        | 0           | 0           | 0           | 0            | 0            | 0            | 3         | 1         | 0         | 3     | 1     | 0      |
| Sub-23 · Brasil   | 2023              | —           | —           | —           | —            | —            | —            | 1         | 0         | 0         | 1     | 0     | 0      |
| Sub-23 · Brasil   | 2024              | 6           | 1           | 0           | No clasificó | No clasificó | No clasificó | 0         | 0         | 0         | 6     | 1     | 0      |
| Sub-23 · Brasil   | Total sel.        | 6           | 1           | 0           | 0            | 0            | 0            | 1         | 0         | 0         | 7     | 1     | 0      |
| Total selecciones | Total selecciones | 6           | 1           | 0           | 0            | 0            | 0            | 4         | 1         | 0         | 10    | 2     | 0      |
| 1.                |                   |             |             |             |              |              |              |           |           |           |       |       |        |